# 鶴田郵便局 (鹿児島県)
鶴田郵便局（つるだゆうびんきょく）は、鹿児島県薩摩郡さつま町にある郵便局である。郵政民営化以前は集配特定郵便局であった（現在は集配機能を廃止）。

## 概要
住所：〒895-2101 鹿児島県薩摩郡さつま町鶴田2707-1

## 歴史
1874年（明治7年）12月16日、薩摩国伊佐郡鶴田126番戸に鶴田郵便所として設置され、翌1875年（明治8年）1月1日に鶴田168番戸へ移転するとともに鶴田郵便局に改称された。
1885年（明治18年）10月1日から郵便貯金の取扱が、1900年（明治33年）7月1日から小包の取扱が始まり、1922年（大正11年）11月26日からは電報も取り扱うようになった。昭和初期における年間取扱数は、通常郵便の配達が約35万件、引受が約18万件、小包の配達が約3千件、引受が約1千件、電報の配達が約1千7百件、引受が約2千7百件であった。 
1930年（昭和5年）2月11日から電話の利用が可能となり、1950年（昭和25年）3月27日から1977年（昭和52年）7月27日までの間は電話交換が行われていた。同局区内における初期の電話加入台数は16台であった。1970年（昭和45年）9月30日から同局の回線を利用した農村集団電話が開設され地区内の電話普及率が大きく上昇した。
郵便物の輸送は1934年（昭和9年）の薩摩鶴田駅開業以来鉄道が利用されていたが、1963年（昭和38年）10月1日以降は岩崎産業への委託となり川内郵便局と大口郵便局を結ぶ経路に乗せて輸送されていた。 
当初は前川（川内川支流）周辺の低地にあったが、1982年（昭和57年）7月19日に湯田原と呼ばれる台地上へ移転した。
- 1874年（明治7年）12月16日 - 鶴田郵便取扱所として開設[1]。
- 1875年（明治8年）1月1日 - 鶴田郵便局（五等）となる[1]。
- 1885年（明治18年）10月1日 - 貯金取扱を開始[1]。
- 1899年（明治32年）12月16日 - 為替取扱を開始[1]。
- 1977年（昭和52年）7月27日 - 電話交換業務を宮之城電報電話局に移管[2]。
- 2007年（平成19年）10月1日 - 民営化に伴い、併設された郵便事業加治木支店鶴田集配センターに一部業務を移管。
- 2012年（平成24年）10月1日 - 日本郵便株式会社発足に伴い、郵便事業加治木支店鶴田集配センターを鶴田郵便局に統合。
- 2016年（平成28年）2月8日 - 集配業務を宮之城郵便局に移管。

## 取扱内容
- 郵便、印紙、ゆうパック、内容証明
- 貯金、為替、振替、振込、国際送金、国債
- 生命保険、バイク自賠責保険
- ゆうちょ銀行ATM

## 周辺
- さつま町役場 鶴田総合支所
- さつま町立鶴田中学校
- さつま町立鶴田小学校
- 鶴田体育館
- 川内川

## アクセス
- 国道267号沿い
- 駐車場あり：11台